# Rafia Zakaria
Rafia Zakaria (née en 1977) est une avocate, féministe, journaliste et autrice américaine. Zakaria est chroniqueuse pour Dawn. Elle a écrit pour The Nation, Guardian Books, The New Republic, The Baffler, Boston Review et Al Jazeera.

## Biographie
Zakaria est née à Karachi, au Pakistan, et a subi un mariage arrangé à 17 ans avec un homme pakistano-américain. Zakaria a fui son mari violent en 2002 alors qu'elle avait 25 ans. Elle est entrée à la faculté de droit et a obtenu un diplôme de troisième cycle en philosophie politique. Zakaria est musulmane et s'identifie comme une féministe musulmane. Elle a travaillé au nom des victimes de violence conjugale. En 2021, elle publie un livre intitulé Against White Feminism, dans lequel elle critique l'importance donnée dans la pensée féministe dominante aux expériences des femmes blanches, tout en excluant les femmes de couleur,. Le livre a fait l'objet de critiques par The Guardian et le magazine en ligne The Arts Fuse.

## Œuvres
- The Upstairs Wife: An Intimate History of Pakistan, Boston, Beacon Press, 2016 (ISBN 978-0807080467)
- Veil (Object Lessons), London, Bloomsbury Academic, 2017 (ISBN 978-1501322778)
- Against White Feminism: Notes on Disruption, New York, W. W. Norton & Company, 2021 (ISBN 978-1324006619)